# 2007 en jeu
Chronologie du jeu
- 2003
- 2004
- 2005
- 2006
- 2007
- 2008
- 2009
- 2010
- 2011

Cet article présente les faits marquants de l'année 2007 concernant le jeu.

## Évènements
- Fin de parution du périodique Tangente Jeux & Stratégie.
- Fin de parution du périodique Plato, remplacé par une édition sur Internet, la parution papier reprendra mi-2009.

### Compétitions
- 12 août : l’Américain Doug Moore remporte le XVIIe championnat du monde de Diplomatie à Vancouver devant ses compatriotes Jake Mannix et Mark Zoffel.
- Octobre à Essen : le Letton Arnis Buka remporte le VIe championnat du monde des Colons de Catane et l’Allemand Sebastian Trunz remporte le IId championnat du monde de Carcassonne.
- 1er décembre : le Japonais Kenta Tominaga remporte le XXXIe championnat du monde d’Othello à Athènes.
- 9 décembre : le Français Gwen Maggi remporte le XXIIIe Championnat de France de Diplomatie à Paris devant ses compatriotes Arnaud Daïna et Fabien Grellier[1].

#### Échecs
- Septembre : Viswanathan Anand remporte le championnat du monde d’échecs à Mexico.

#### Scrabble
- Février : Florian Lévy remporte le Festival de Cannes de Scrabble francophone.
- Avril :  Jean-François Lachaud remporte le Festival de Vichy de Scrabble francophone.
- Mai : Christian Pierre remporte le championnat de Belgique.
- Juin :
  - Florian Lévy remporte le championnat de France.
  - Didier Kadima remporte le championnat du Québec.
- Août : Championnats du monde de Scrabble francophone :
  - Vainqueur de la Coupe du monde de Scrabble classique : Amar Diokh.
  - Vainqueur de l’Open : Sylvie Guillemard.
  - Vainqueur du Blitz : Mactar Sylla.
  - Vainqueurs des Paires: Mactar Sylla et N’Dongo Samba Sylla.
  - Vainqueur de l’Élite : Antonin Michel.
- Octobre : Aurélien Delaruelle remporte le Festival d’Aix-les-Bains de Scrabble francophone.
- Novembre : Nigel Richards remporte le championnat du monde de Scrabble anglophone.
- Décembre : Benjamín Olaizola remporte le championnat du monde de Scrabble hispanophone.

## Économie du jeu
- France, 18 juillet 2007 : acquisition de l’éditeur Dujardin par TF1 Games.

## Sorties
- Battleground : Canons & Catapults, Henri Sala, Goliath.
- The Burnt Offerings (Les Offrandes calcinées), Wolfgang Baur et coll., Paizo Publishing :  premier scénario (pour Donjons et Dragons 3.5) de la gammePathfinder.
- Caylus Magna Carta, William Attia, Ystari Games.
- Colosseum, Wolfgang Kramer et Markus Lübke, Days of Wonder.
- Dirty Secrets, Seth Ben-Ezra, Dark Omen Games
- Liberté, Martin Wallace, Warfrog
- Marrakesh, Dominique Ehrhard, Gigamic.
- Méga Monopoly, Philip Orbanes (en), Winning Moves.
- Notre Dame, Stefan Feld, Alea.
- Petits meurtres et faits divers, Hervé Marly, Asmodée.
- Les Piliers de la Terre, Michael Rieneck (de) et Stefan Stadler (de), Kosmos/Filosofia.
- Risk Express, Reiner Knizia, Parker.
- Création du premier role-playing poem par le poète norvégien Tomas Mørkrid.
- Zooloretto, Michael Schacht, Abacus.

## Récompenses
| Récompense                              | Jeu                              | Auteur(s)                                   | Éditeur(s)                   |
| --------------------------------------- | -------------------------------- | ------------------------------------------- | ---------------------------- |
| As d'or Jeu de l'année enfants          | La Nuit des magiciens            | Jens-Peter Schliemann et Kirsten Becker     | Drei Magier Spiele           |
| As d'or Jeu de l'année                  | Du balai !                       | Bruno Cathala et Serge Laget                | Asmodée                      |
| Chapeau d'or                            | Garçon !                         | Alain Ollier                                | BlackRock Éditions           |
| Deutscher Spiele Preis                  | Les Piliers de la Terre          | Michael Rieneck (de) et Stefan Stadler (de) | Kosmos/Filosofia             |
| Games Magazine Awards                   | Vegas Showdown                   | Henry Stern                                 | Avalon Hill                  |
| Kinderspiel des Jahres                  | Beppo der Bock                   | Peter Schackert et Klaus Zoch               | Oberschwäbische Magnetspiele |
| Sceau d'excellence Option consommateurs | Les Chevaliers de la Table Ronde | Bruno Cathala et Serge Laget                | Days of Wonder               |
| Spiel der Spiele                        | Extreme Activity                 | ??                                          | Piatnik                      |
| Spiel des Jahres                        | Zooloretto                       | Michael Schacht                             | Abacus                       |
| Prix du public du jeu de Saint-Herblain | Siam                             | Didier Dhorbait                             | Ferti                        |

## Décès
- 2 septembre 2007 : Franz-Benno Delonge